# پوئیستولا
پوئیستولا (به فنلاندی: Puistola) یک منطقهٔ مسکونی در فنلاند است که در هلسینکی واقع شده‌است.